# Parque Nacional de Monfragüe

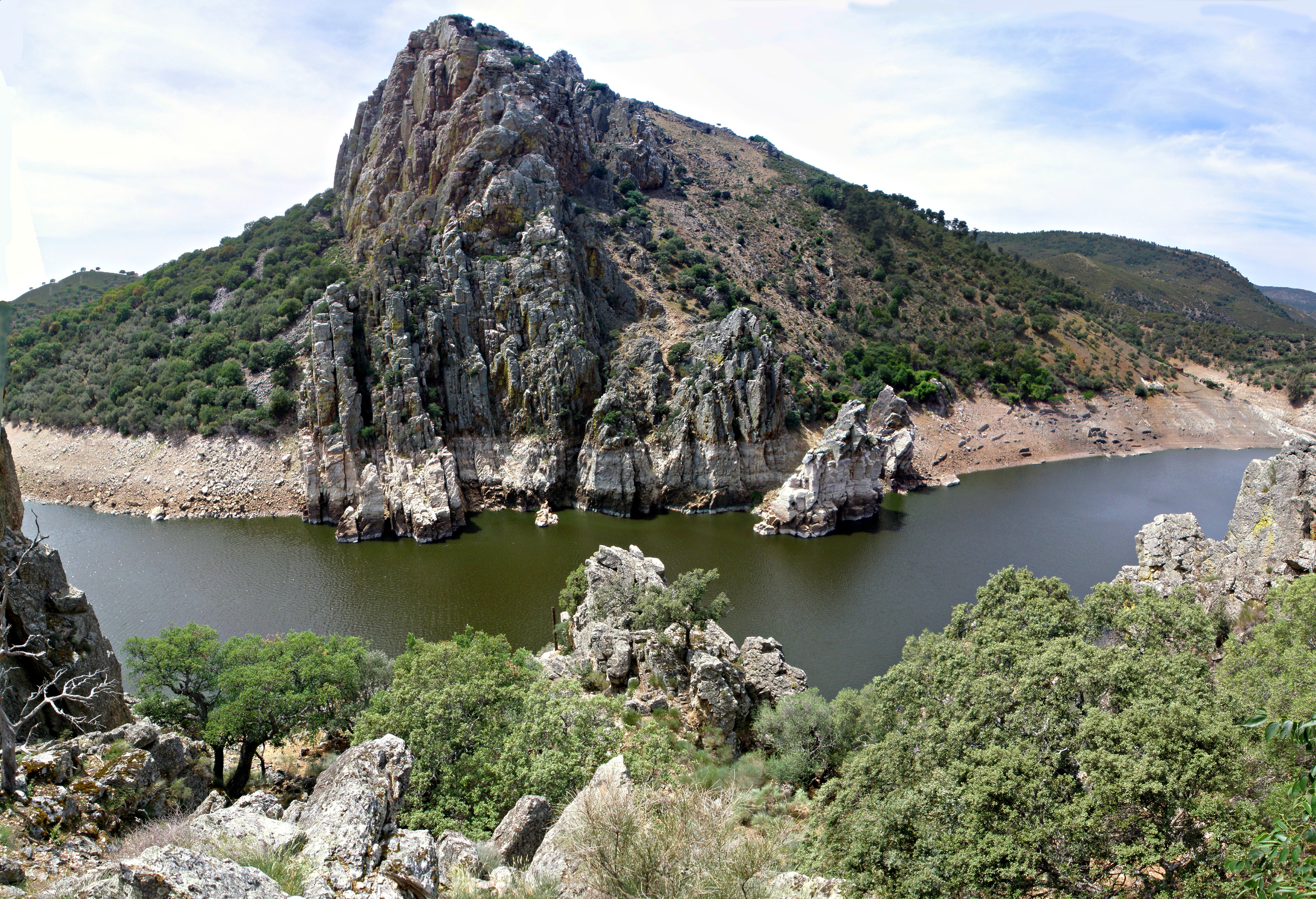
O Salto del Gitano, local emblemático do Parque Nacional de Monfragüe por albergar dezenas de aves de rapina

O Parque Nacional de Monfragüe é um parque nacional da Espanha, localizado na província de Cáceres. É o primeiro parque nacional da comunidade autónoma da Estremadura.
Sua classificação de parque nacional foi outorgada no dia 3 de março de 2007, após a aprovação a 21 de fevereiro do mesmo ano da lei 1/2007 pelo Senado da Espanha.

## Passos anteriores à classificação como Parque Nacional

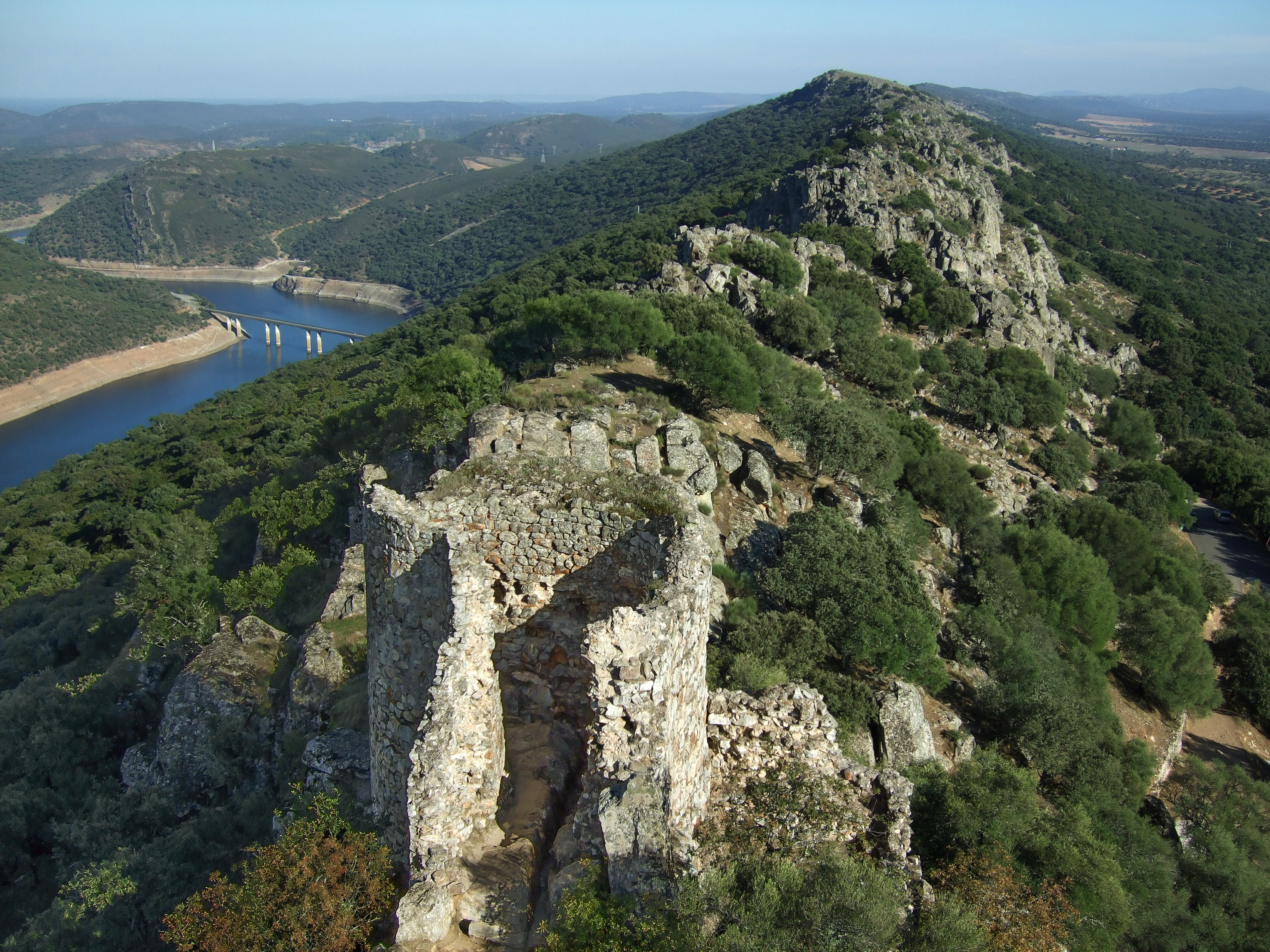
O parque visto do castelo de Monfragüe

- 4 de abril de 1979: declarado parque natural (máxima classificação de proteção meio ambiental a nível autonômico).[2]
- 1988: declarada Zona de Protecção Especial para as Aves (ZPE).
- Julho de 2003: reserva da Biosfera reconhecida pela UNESCO.[3]
- Janeiro de 2006: a proposta de declaração de Monfragüe como Parque Nacional foi enviada pela Junta da Estremadura ao Governo da Espanha em janeiro de 2006.
- Maio de 2006: o Conselho de Ministros, a partir da proposta do Ministério do Meio Ambiente da Espanha, envia às Cortes (Câmara dos Deputados) o projeto, onde foi aprovado.
- Dezembro de 2006: começa o processo parlamentar.
- Fevereiro de 2007: o Senado da Espanha aprova a lei que integra o parque na Rede de Parques Nacionais da Espanha.[4]
- Março de 2007: o Boletim Oficial do Estado (BOE) publica a Lei de declaração do Parque Nacional de Monfragüe, pelo qual Monfragüe é declarado oficialmente, Parque Nacional.[1]

## Ficha técnica do parque
- Nome: Monfragüe
- Comunidade autônoma: Estremadura
- Província: Cáceres
- Superfície (ou extensão): 17 852 ha [5]
- Altitude: entre 220m – 773m [6]
- Municípios: Casas de Miravete, Jaraicejo, Malpartida de Plasencia, Serradilla, Serrejón, Toril e Torrejón el Rubio.

## Características
O nome vem do latim mons fragorum (monte denso), nome dado pelos romanos.

### Tipo dehabitat
- Bosque mediterrânico e mata mediterrânica, dehesas (em português:  pastagens ou montados), rochedos e massas de água.

#### Fauna
Espécies mais importantes:
- Aves:

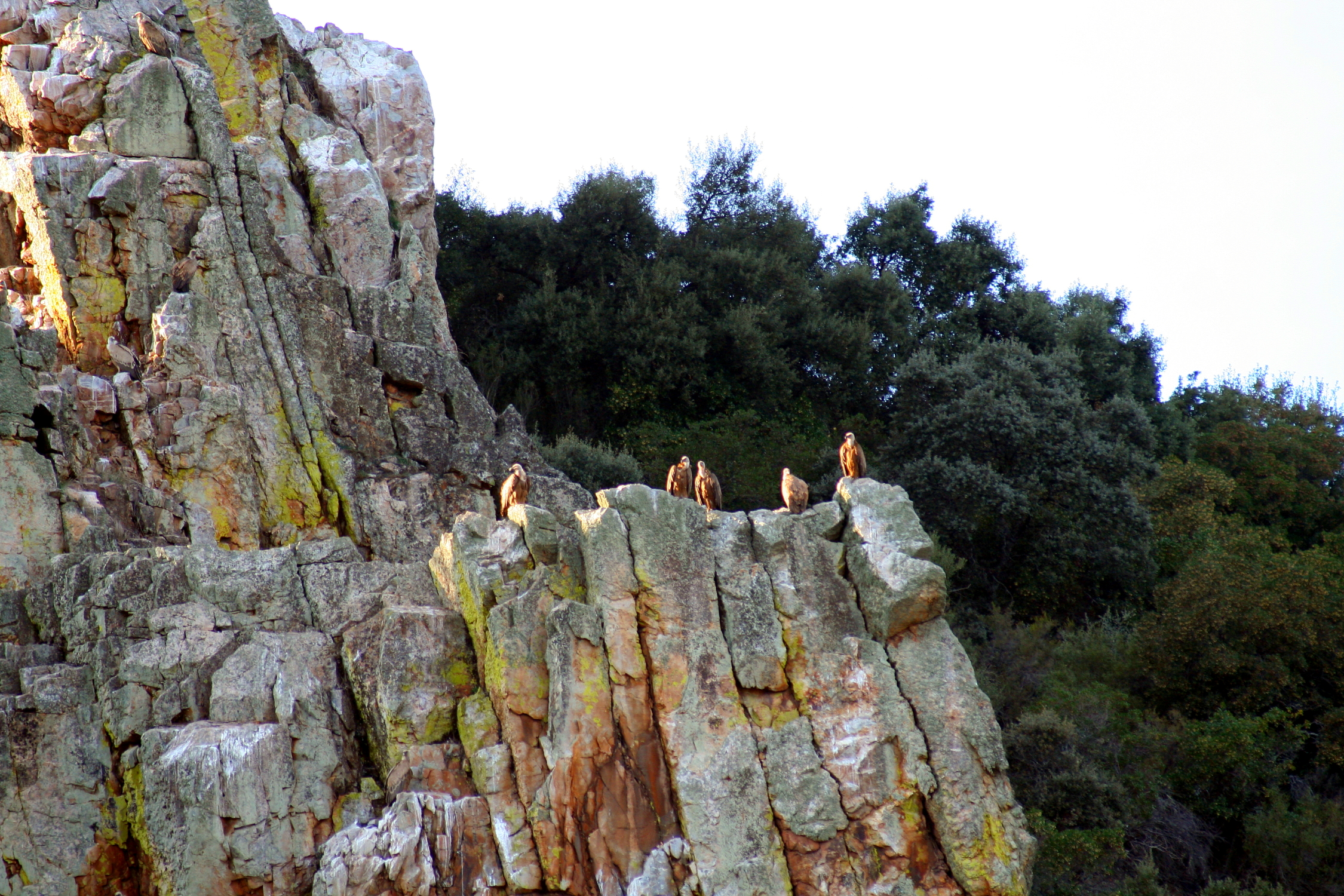
Grifos (Gyps fulvus) no Parque Nacional de Monfragüe.

  - Abutre fusco (Aegypius monachus) – 286 casais
  - Águia imperial ibérica (Aquila adalberti) – 12 casais
  - Cegonha preta (Ciconia nigra) – 30 casais
  - Grifo (Gyps fulvus) – 500-600 casais
- Bufo real (Bubo bubo)
  - Águia real (Aquila chrysaetos) – 6 casais
  - Águia de Bonelli (Hieraaetus fasciatus) – 7 casais
  - Abutre do Egipto (Neophron percnopterus) – 35 casais

- Mamíferos:
  - Lince ibérico (Lynx pardina) – ameaçado de extinção
  - Lontra europeia (Lutra lutra)
  - Sacarrabos (Herpestes ichneumon)
  - Veado vermelho (Cervus elaphus).

#### Flora
Espécies mais importantes:
- Pastagens ou montados (em castelhano:  dehesas):

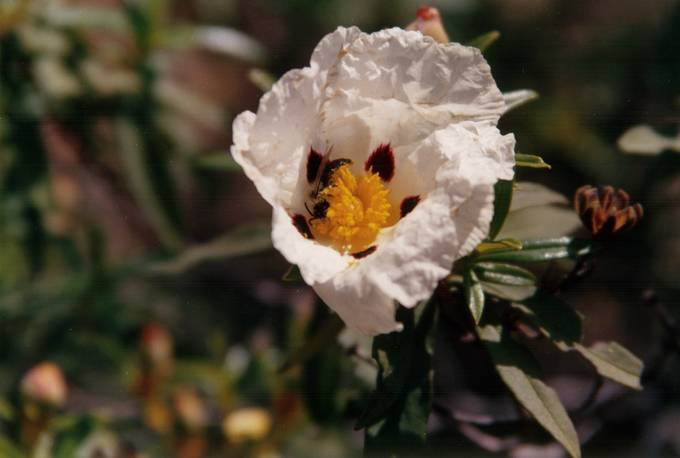
Esteva em Monfragüe

  - de azinheira (Quercus rotundifolia)
  - de sobreiro(Quercus suber)
  - de Carvalho português(Quercus faginea ou broteroi)

- Matagal de cistos (ou estevas):
  - Esteva (Cistus ladanifer)
  - Salva (Cistus salvifolius)
  - Urzes (Erica sp)
  - Medronheiro (Arbutus unedo)

- Em zonas rochosas:
  - Cedro-de-espanha (Juniperus oxycedrus)
  - Terebinto (Pistacia terebinthus)

- Em zonas de ribeira:
  - Amieiro (Alnus glutinosa)
  - almez (Celtis australis)
- Em zonas mais quentes: oliveira silvestre ou zambujeiro (Olea europaea silvestris)